# エクスタミネーター
『エクスタミネーター』（原題：The Exterminator）は、ロバート・ギンティ、クリストファー・ジョージ主演の1980年のアメリカのバイオレンス・アクション映画の一つ。
ベトナム戦争時代の戦友をチンピラの暴行で廃人同然にされた男が、無力な警察に代わって悪人たちを次々に処刑していく。本作のタイトルの本来の意味は“害虫駆除業者”。
ジェームズ・グリッケンハウス監督の出世作にして代表作。主人公が悪者を処刑する際ホラー映画さながらの残酷描写が話題となった。スタン・ウィンストンがその特殊メイクを手掛けている。
続編『エクスタミネーター2』も制作された。

## あらすじ
ベトナム戦争中、ベトコンの捕虜となったジョンは処刑される寸前、戦友マイケルの決死の反撃で難を逃れた。
帰還後、2人はニューヨークの同じ職場で働き始めるが、ある日、マイケルがジョンを助けるために撃退したチンピラから報復を受け、廃人同然にされてしまう。
チンピラはもとより、警察の無力さにも怒りを爆発させたジョンは自身の手で復讐する事を決意し、復讐を果たした。その過程でジョンは“闇の死刑執行人＝エクスタミネーター”となり、街にはびこる悪人どもを次々と処刑していく。
世間がエクスタミネーターをヒーローに祭り上げる中、ニューヨーク市警察のダルトン警部は単身エクスタミネーターの捜査に執念を燃やし、ついにジョンがエクスタミネーターであることを突き止める。
夜の港で対峙するジョンとダルトン警部。ジョンが投降しようとしたその時、2人に銃弾の雨が浴びせられる。実はエクスタミネーターを探っていたもう1つ別の存在があった。それは…???。

## キャスト
| 役名                      | 俳優                     | 日本語吹替                                        | 日本語吹替                                         |
| 役名                      | 俳優                     | フジテレビ版                                      | テレビ東京版                                       |
| ------------------------- | ------------------------ | ------------------------------------------------- | -------------------------------------------------- |
| エクスタミネーター/ジョン | ロバート・ギンティ       | 江本孟紀                                          | 大塚明夫                                           |
| ダルトン警部              | クリストファー・ジョージ | 森川公也                                          | 小林清志                                           |
| ミーガン                  | サマンサ・エッガー       | 北島マヤ                                          | 吉田理保子                                         |
| マイケル                  | スティーヴ・ジェームズ   | 玄田哲章                                          | 江原正士                                           |
| マイナー                  | トニー・ディベネデット   | 小関一                                            | 朝戸鉄也                                           |
| ジーノ                    | ディック・ボッチェリ     | 渡部猛                                            | 池田勝                                             |
| ショーノ                  | パトリック・ファレリー   | 仲木隆司                                          | 稲葉実                                             |
| マリア                    | ミシェル・ハーレル       | 宗形智子                                          | 弘中くみ子                                         |
| キャンディ                | シンディ・ウィリアムズ   | 馬場はるみ                                        | 滝沢久美子                                         |
| ベトコン・リーダー        | ジョージ・リー・チェン   | 田中秀幸                                          | 小島敏彦                                           |
| フランキー                | デニス・ボウトシカリス   |                                                   | 荒川太朗                                           |
| マーティ                  | ネッド・アイゼンバーグ   | 村山明                                            | 島田敏                                             |
| 警察署長                  | サントス・モラレス       | 郷里大輔                                          | 西川幾雄                                           |
| 州議会議員                | デヴィッド・リップマン   | 緒方賢一                                          | 藤本譲                                             |
| 売春婦                    | ヴォナベル・ロック       | 有馬瑞香                                          | 松本梨香                                           |
| ニュースキャスター        | ロジャー・グリムズビー   | 玄田哲章                                          | 喜多川拓郎                                         |
| 老婆                      | ゾヤ・レポルスカ         | 鈴木れい子                                        |                                                    |
| ロレイン                  | エヴリン・ニール         | 三田ゆう子                                        | 小金沢篤子                                         |
| 不明 その他               |                          | 桜本昌弘 石井敏郎                                 | 高宮俊介 小島俊彦 島田敏                           |
| 演出                      |                          | 岡本知                                            | 田島荘三                                           |
| 翻訳                      |                          | 鈴木導                                            | 川本燁子                                           |
| 調整                      |                          | 飯塚秀保                                          | 近藤勝之                                           |
| 効果                      |                          |                                                   |                                                    |
| 制作                      |                          | グロービジョン                                    | コスモ・プロモーション                             |
| 解説                      |                          | 高島忠夫                                          | 木村奈保子                                         |
| 初回放送                  |                          | 1981年10月17日 『ゴールデン洋画劇場』※DVD・BD収録 | 1991年6月20日 『木曜洋画劇場』 21:00-22:54 ※BD収録 |

他に、ストリートミュージシャン役でスタン・ゲッツが、エキストラでサミュエル・L・ジャクソンが出演している（ジャクソンはクレジットなし）。